# Мылово (Сумская область)
Мылово (укр. Милове) — село,
Павловский сельский совет,
Белопольский район,
Сумская область,
Украина.
Код КОАТУУ — 5920686605. Население по данным 1988 года составляло 20 человек.
Село ликвидировано в 2001 году .

## Географическое положение
Село Мылово находится между сёлами Алексенки и Павловка (1 км).
Рядом с селом находится большое торфяное болото.

## История
- 2001 — село ликвидировано [1].